# Arthur Ashe
Arthur Robert Ashe, Jr. (Richmond, 10 de julio de 1943-Nueva York, 6 de febrero de 1993) fue un tenista estadounidense, número 2 del mundo y ganador de tres títulos de Grand Slam.
Fue el único jugador afroamericano en haber ganado los campeonatos de Wimbledon, el Abierto de Estados Unidos y el Abierto de Australia en individuales. Asimismo, fue el primer jugador afroamericano en ser seleccionado para integrar el equipo de Copa Davis de los Estados Unidos, con el que jugó durante diez años y obtuvo tres campeonatos. Además sirvió como capitán del equipo de Copa Davis en el período 1980-1984, obteniéndola en 1981 y 1982.
Pese a no haber alcanzado el primer lugar del ranking, la ATP lo reconoció como el tenista del año en 1975. También es recordado por sus esfuerzos en acciones sociales.

## Biografía
De niño, Ashe era pequeño y no muy bien coordinado, aunque luego ya en su adolescencia se convirtió en un muy buen jugador de tenis (ganando el título del estado) y de fútbol americano (ayudando a su equipo a ganar el título de la ciudad).
Empezó a llamar la atención de sus seguidores al recibir una beca de tenis en la UCLA en 1963. Había sido el pupilo de Walter Johnson, exentrenador de Althea Gibson. Ese mismo año se convirtió en el primer jugador afroamericano en formar parte de un equipo estadounidense de Copa Davis.
En 1965 se convirtió en el campeón individual del campeonato de la NCAA norteamericana y ayudó a la UCLA a ganar el título de equipo de ese mismo año.
Después de su exitoso paso por las universidades se volcó por el profesionalismo en 1969. Ese año era considerado el mejor tenista estadounidense, luego de haber logrado imponerse en el Abierto de Estados Unidos de 1968 y haber llevado a los Estados Unidos a consagrarse campeón de Copa Davis ese mismo año.
Conociendo que los tenistas de ese entonces no recibían el dinero adecuado por ganar con respecto al crecimiento de popularidad del deporte, Ashe fue una de las claves para formar la Asociación de Tenistas Profesionales (ATP). En 1969 le fue denegada una visa de parte del gobierno sudafricano, lo que le impidió jugar en el torneo de ese país. Ashe usó este hecho para llamar la atención sobre las políticas del apartheid, abogando por la expulsión de Sudáfrica del circuito profesional.
En 1970 consigue su segundo título de Grand Slam al ganar el Abierto de Australia al vencer en la final al australiano Dick Crealy. Un año después alcanzaría la final del mismo torneo pero sucumbiría ante Ken Rosewall.
Después de varios años de no muy buenos resultados, en 1975, Ashe juega su mejor temporada, consiguiendo su primer y único título en Wimbledon. Su último logro importante había sido alcanzar la final del Abierto de Estados Unidos de 1972, en la que perdió ante el rumano Ilie Nastase. En la final de Wimbledon derrotó inesperadamente al N.º 1 Jimmy Connors. Hasta el momento se mantiene como el único hombre de raza negra en alcanzar los títulos de Abierto de Australia, Wimbledon y Abierto de Estados Unidos. El único otro en lograr un título de Grand Slam fue Yannick Noah en Roland Garros. Además consiguió dos títulos de Grand Slam más en la modalidad de dobles.

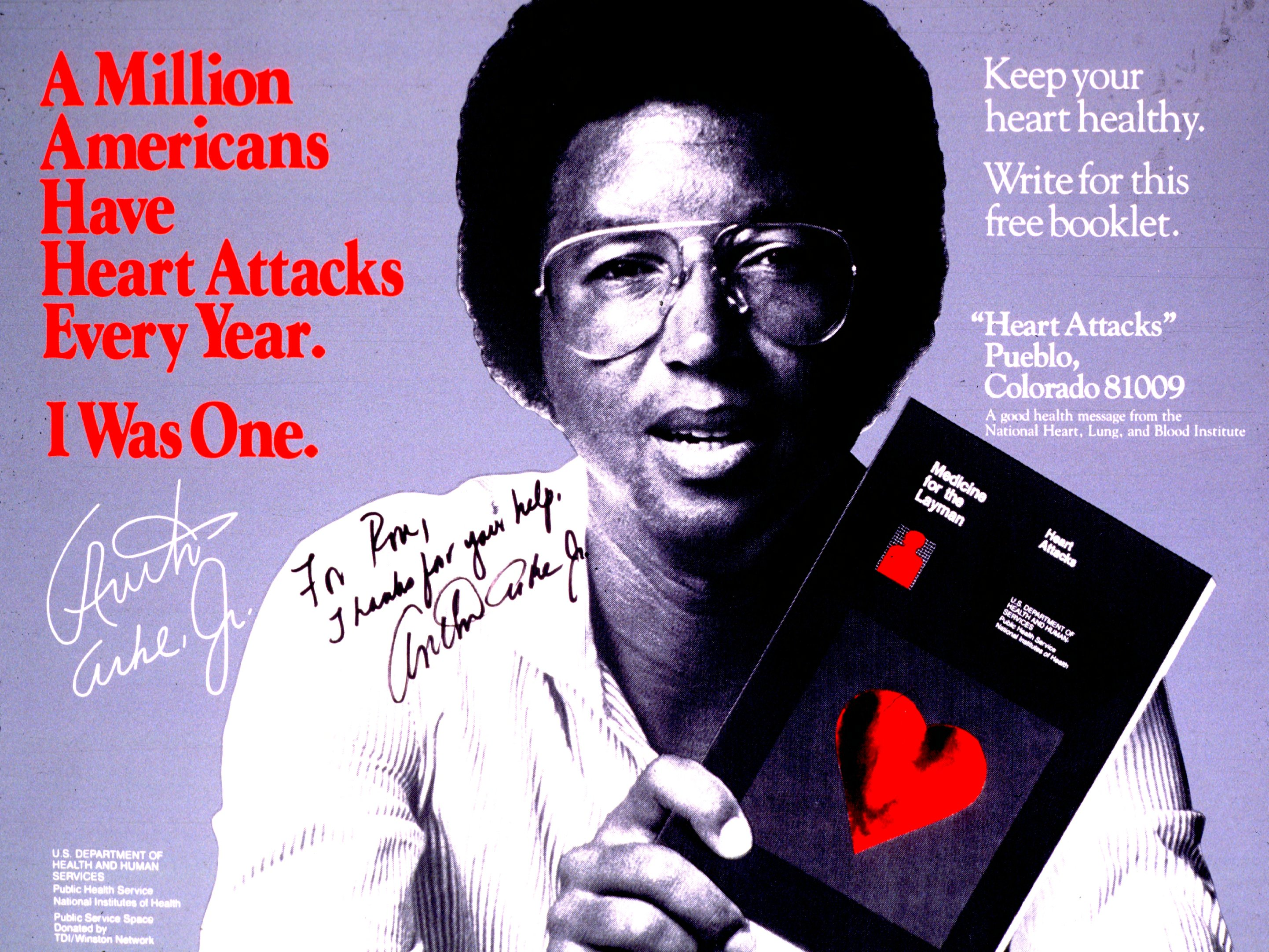
Imagen de Arthur Ashe sosteniendo en su mano el libro Medicine for the layman. Heart attacks, editado por el National Institutes of Health, como forma de promover los cuidados para prevenir las enfermedades cardiovasculares. La imagen fue tomada en la década de 1980. Ashe había sido operado del corazón (cuádruple baipás coronario) en 1979.

Ashe continuó jugando por varios años pero, tras ser operado del corazón en 1979, anunció su retiro en 1980.
En un libro publicado por el gran tenista Jack Kramer en 1979, Ashe aparece en su lista de los 21 jugadores más grandes de la historia del tenis.
Luego de su retiro, Ashe realizó muchas tareas entre las cuales se encuentran escribir para la revista Time, comentar para la cadena ABC Sports, fundar la Liga Nacional Junior de Tenis de su país y hacer las veces de capitán de Copa Davis en 1981 a 1984. En 1983 fue operado por segunda vez del corazón y en 1985 fue elegido para integrar el Salón Internacional de la Fama del tenis.
En 1988, Ashe descubrió que había adquirido el VIH/sida por las transfusiones que se le realizaron durante su operación de corazón. Decidió no comunicarlo a la prensa hasta que en 1992, cuando los rumores indicaban que el diario USA Today iba a publicar una historia sobre su enfermedad, él lo dio a conocer públicamente. En su último año de vida, Arhur hizo mucho para llamar la atención sobre los portadores del VIH en el mundo. Dos meses antes de su muerte creó el Arthur Ashe Institute for Urban Health para ayudar en la prevención de tratamientos inadecuados de salud y fue nombrado "Deportista del año" por la revista Sports Illustrated. Menos de una semana antes de su muerte terminó sus memorias, que se publicaron con el título "Days of Grace" (Días de gracia).
Alguna vez dijo: "Sé que nunca me habría perdonado si hubiera elegido vivir sin un propósito humano, sin tratar de ayudar a los pobres y desafortunados, sin reconocer que, quizás, el goce puro de la vida viene al tratar de ayudar a otros".
El 6 de febrero de 1993, Arthur Ashe falleció en el hospital de Nueva York a causa de una neumonía derivada del sida que padecía. Se lo recuerda como un ejemplo deportivo de todos los tiempos, con más de 800 victorias durante su carrera.

## Causas sociales

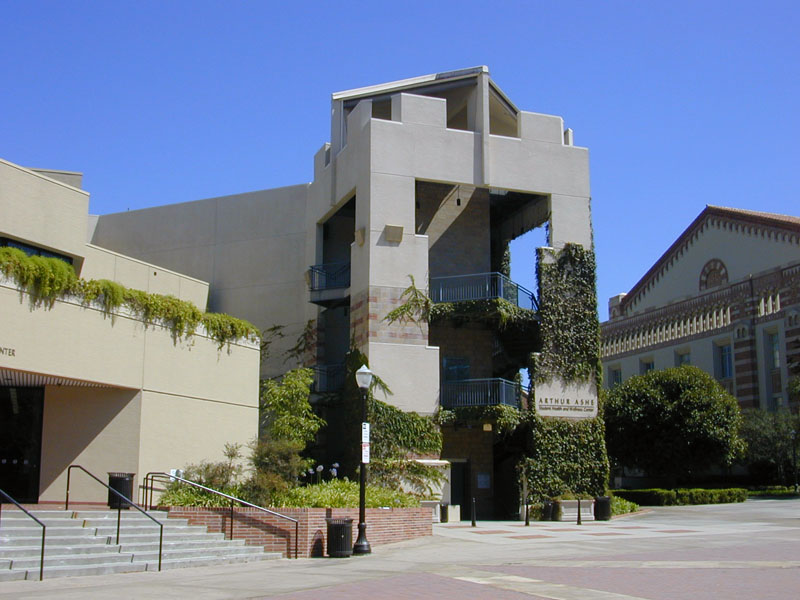
Arthur Ashe Health Center.

### Racismo
Arthur luchó en su vida contra las políticas del apartheid en Sudáfrica, mucho antes incluso de que esta práctica se volviera una «moda». No obstante, no le gustaba ser un símbolo y nunca quiso convertirse en un vocero de los negros radicales. Alguna vez dijo que sobrellevar el VIH palidecía ante el dolor que causaba crecer siendo negro en los Estados Unidos de la época.
En 1985 fue arrestado por sus protestas contra el apartheid. En septiembre de 1992 volvería a ser arrestado, esta vez por sus protestas contra la política de EE. UU. hacia los inmigrantes haitianos. Esa noche dijo: «Marchar en una protesta es uno de los grandes momentos que uno puede tener en su vida, me liberó un torrente de endorfinas».

### VIH/Sida
Se convirtió en un luchador en la causa del sida, a pesar de su reticencia inicial, y comenzó una recolección de US$5 millones en una campaña para juntar fondos para la lucha contra la enfermedad y cuestionó las políticas del gobierno por la falta de fondos para investigación. En sus memorias diría: «Hablar ante audiencias sobre el sida se ha convertido de algún modo en la función más importante de mi vida». (Sports Illustrated, 1992)
Sobre la carta de un fanático suyo que decía «¿Por qué Dios tiene que seleccionarte para tan fea enfermedad?» Ashe respondió: 

En el mundo 50.000.000 de chicos comienzan a jugar al tenis, 5.000.000 aprenden a jugarlo, 500.000 aprenden tenis profesional, 50.000 entran al circuito, 5.000 alcanzan jugar un Grand Slam, 50 llegan a Wimbledon, 4 a las semifinales, 2 a la final. Cuando estaba levantando la copa nunca le pregunté a Dios: ¿Por qué a mí? Y hoy con mi enfermedad, no debería preguntarle: ¿Por qué a mí?»

También dijo: 

No quiero ser recordado por mis logros tenísticos, eso no es ninguna contribución para la sociedad. Eso fue puramente egoísta; eso fue para mí.

## Honores
Tiene un monumento en Richmond dedicado a él, en la "Monument Avenue" (Avenida de los Monumentos) tradicionalmente reservada para figuras de los Estados Confederados de América. Esto creó algunas controversias en una ciudad que fue capital de los Estados Confederados durante la guerra civil estadounidense.
El estadio principal en el USTA National Tennis Center en el Flushing Meadows Park, donde se juega el Abierto de Estados Unidos, fue nombrado Estadio Arthur Ashe en su nombre. Actualmente es el estadio de tenis con más capacidad en el planeta.
Su campeonato de Wimbledon de 1975 fue elegido en el N.º 95 entre los 100 Grandes Momentos del Deporte por un canal de televisión británico.
En 2005 el Servicio Postal de los Estados Unidos anunció el lanzamiento de una estampilla en honor a Ashe, la primera en la historia en mostrar la portada de la revista Sports Illustrated.
La revista TENNIS Magazine lo ubicó en el puesto N.º 30 en la lista de los "40 Jugadores más grandes de la Era Open".

## Torneos de Grand Slam

### Campeón individuales (3)
| Año  | Torneo                    | Oponente en la final | Resultado             |
| 1968 | Abierto de Estados Unidos | Tom Okker            | 14-12 5-7 6-3 3-6 6-3 |
| 1970 | Abierto de Australia      | Dick Crealy          | 6-4 9-7 6-2           |
| 1975 | Wimbledon                 | Jimmy Connors        | 6-1 6-1 5-7 6-4       |

### Finalista individuales (4)
| Año  | Torneo                    | Oponente en la final | Resultado           |
| 1966 | Abierto de Australia      | Roy Emerson          | 4-6 8-6 2-6 3-6     |
| 1967 | Abierto de Australia      | Roy Emerson          | 4-6 1-6 4-6         |
| 1971 | Abierto de Australia      | Ken Rosewall         | 1-6 5-7 3-6         |
| 1972 | Abierto de Estados Unidos | Ilie Năstase         | 6-3 3-6 7-6 4-6 3-6 |

### Campeón Dobles (2)
| Año          | Torneo               | Pareja        | Oponentes en la final            | Resultado            |
| 1971         | Roland Garros        | Marty Riessen | Tom Gorman Stan Smith            | 6-8 4-6 6-3 6-4 11-9 |
| 1977 (enero) | Abierto de Australia | Tony Roche    | Charlie Pasarell Erik Van Dillen | 6-4 6-4              |

### Finalista Dobles (3)
| Año  | Torneo                    | Pareja           | Oponentes en la final   | Resultado           |
| 1968 | Abierto de Estados Unidos | Andrés Gimeno    | Bob Lutz Stan Smith     | 9-11 1-6 5-7        |
| 1970 | Roland Garros             | Charlie Pasarell | Ilie Năstase Ion Tiriac | 2-6 4-6 3-6         |
| 1971 | Wimbledon                 | Dennis Ralston   | Roy Emerson Rod Laver   | 6-4 7-6 8-6 4-6 4-6 |

## Títulos (47)

### Individuales (33)
| Leyenda                |
| Grand Slam (3)         |
| Tennis Masters Cup (0) |
| ATP Tour (30)          |

| N.º | Fecha                    | Torneo                           | Superficie    | Oponente en la final | Resultado             |
| --- | ------------------------ | -------------------------------- | ------------- | -------------------- | --------------------- |
| 1.  | 1968                     | US Amateur Chmps., Longwood      | Dura          | Robert Lutz          | 5 sets                |
| 2.  | 29 de agosto de 1968     | Abierto de Estados Unidos        | Hierba        | Tom Okker            | 14-12 5-7 6-3 3-6 6-3 |
| 3.  | 8 de marzo de 1970       | Abierto de Australia, Melbourne  | Hierba        | Dick Crealy          | 6-4 9-7 6-2           |
| 4.  | 21 de septiembre de 1970 | Berkeley, Estados Unidos         | Dura          | Cliff Richey         | 6-4 6-2 6-4           |
| 5.  | 2 de noviembre de 1970   | Paris Indoor, Francia            | Dura          | Marty Riessen        | 7-6 6-4 6-3           |
| 6.  | 5 de abril de 1971       | Charlotte, Estados Unidos        | Tierra batida | Stan Smith           | 6-3 6-3               |
| 7.  | 1 de noviembre de 1971   | Estocolmo, Suecia                | Dura          | Jan Kodeš            | 6-1 3-6 6-2 1-6 6-4   |
| 8.  | 8 de noviembre de 1971   | París Indoor, Francia            | Dura          | Marty Riessen        | 7-6 6-4 6-3           |
| 9.  | 29 de julio de 1972      | Louisville, Estados Unidos       | Tierra batida | Mark Cox             | 6-4 6-4               |
| 10. | 17 de septiembre de 1972 | Montreal WCT, Canadá             | Dura          | Roy Emerson          | 7-5 4-6 6-2 6-3       |
| 11. | 18 de noviembre de 1972  | Rótterdam WCT, Países Bajos      | Dura          | Tom Okker            | 3-6 6-2 6-1           |
| 12. | 26 de noviembre de 1972  | Roma WCT, Italia                 | Dura          | Robert Lutz          | 6-2 3-6 6-3 3-6 7-6   |
| 13. | 26 de febrero de 1973    | Chicago WCT, Estados Unidos      | Dura          | Roger Taylor         | 3-6 7-6(11) 7-6(2)    |
| 14. | 23 de julio de 1973      | Washington, Estados Unidos       | Tierra batida | Tom Okker            | 6-4 6-2               |
| 15. | 17 de febrero de 1974    | Bolonia WCT, Italia              | Dura          | Mark Cox             | 6-4 7-5               |
| 16. | 3 de marzo de 1974       | Barcelona WCT, España            | Dura          | Björn Borg           | 6-4 3-6 6-3           |
| 17. | 4 de noviembre de 1974   | Estocolmo, Suecia                | Dura          | Tom Okker            | 6-2 6-2               |
| 18. | 17 de febrero de 1975    | Barcelona WCT, España            | Dura          | Björn Borg           | 7-6(5) 6-3            |
| 19. | 24 de febrero de 1975    | Róterdam WCT, Países Bajos       | Dura          | Tom Okker            | 3-6 6-2 6-4           |
| 20. | 10 de marzo de 1975      | Múnich WCT, Alemania             | Dura          | Björn Borg           | 6-4 7-6(6)            |
| 21. | 21 de abril de 1975      | Estocolmo WCT, Suecia            | Dura          | Tom Okker            | 6-4 6-2               |
| 22. | 7 de mayo de 1975        | Dallas WCT, Estados Unidos       | Dura          | Björn Borg           | 3-6 6-4 6-4 6-0       |
| 23. | 23 de junio de 1975      | Wimbledon, Gran Bretaña          | Hierba        | Jimmy Connors        | 6-1 6-1 5-7 6-4       |
| 24. | 15 de septiembre de 1975 | Los Ángeles, Estados Unidos      | Dura          | Roscoe Tanner        | 3-6 7-5 6-3           |
| 25. | 26 de septiembre de 1975 | San Francisco, Estados Unidos    | Dura          | Guillermo Vilas      | 6-0 7-6(4)            |
| 26. | 7 de enero de 1976       | Columbus WCT, Estados Unidos     | Dura          | Andrew Pattison      | 3-6 6-3 7-6(4)        |
| 27. | 12 de enero de 1976      | Indianápolis WCT, Estados Unidos | Dura          | Vitas Gerulaitis     | 6-2 6-7(6) 6-4        |
| 28. | 4 de febrero de 1976     | Richmond WCT, Estados Unidos     | Dura          | Brian Gottfried      | 6-2 6-4               |
| 29. | 17 de febrero de 1976    | Roma WCT, Italia                 | Tierra batida | Robert Lutz          | 6-2 0-6 6-3           |
| 30. | 23 de febrero de 1976    | Róterdam WCT, Países Bajos       | Dura          | Robert Lutz          | 6-3 6-3               |
| 31. | 24 de abril de 1978      | San José, Estados Unidos         | Dura          | Bernard Mitton       | 6-7 6-1 6-2           |
| 32. | 7 de agosto de 1978      | Columbus, Estados Unidos         | Tierra batida | Robert Lutz          | 6-3 6-4               |
| 33. | 18 de septiembre de 1978 | Los Ángeles, Estados Unidos      | Dura          | Brian Gottfried      | 6-2 6-4               |

### Finalista en individuales (32)
- 1969: Indianápolis (pierde ante Zeljko Franulovic)
- 1970: Washington (pierde ante Cliff Richey)
- 1970: Estocolmo (pierde ante Stan Smith)
- 1971: Richmond (pierde ante Ilie Nastase)
- 1971: Abierto de Australia (pierde ante Ken Rosewall)
- 1971: Chicago WCT (pierde ante John Newcombe)
- 1971: Dallas WCT (pierde ante John Newcombe)
- 1971: Bolonia WCT (pierde ante Rod Laver)
- 1972: Chicago WCT (pierde ante Tom Okker)
- 1972: Abierto de Estados Unidos (pierde ante Ilie Nastase)
- 1973: Charlotte WCT (pierde ante Ken Rosewall)
- 1973: Denver WCT (pierde ante Mark Cox)
- 1973: Dallas WCT (pierde ante Stan Smith)
- 1973: Las Vegas (pierde ante Brian Gottfried)
- 1973: Boston (pierde ante Jimmy Connors)
- 1973: Washington WCT (pierde ante Tom Okker)
- 1973: Johannesburgo (pierde ante Jimmy Connors)
- 1974: Filadelfia WCT (pierde ante Rod Laver)
- 1974: Sao Paulo WCT (pierde ante Björn Borg
- 1974: Tucson (pierde ante John Newcombe)
- 1974: Denver WCT (pierde ante Roscoe Tanner)
- 1974: San Francisco (pierde ante Ross Case)
- 1974: Johannesburgo (pierde ante Jimmy Connors)
- 1975: Richmond WCT (pierde ante Björn Borg)
- 1975: Bologna WCT (pierde ante Björn Borg)
- 1975: Indianápolis (pierde ante Manuel Orantes)
- 1975: Paris Indoor (pierde ante Tom Okker)
- 1976: Lagos WCT (pierde ante Dick Stockton)
- 1976: Los Ángeles (pierde ante Brian Gottfried)
- 1978: Nueva York Masters (pierde ante John McEnroe)
- 1979: Filadelfia (pierde ante Jimmy Connors)
- 1979: Memphis (pierde ante Jimmy Connors)

## Copa Davis
Arthur Ashe tuvo una destacada participación en Copa Davis, representando a los Estados Unidos durante 10 años entre 1963 y 1978.
En 1963 se convirtió en el primer afroamericano en ser convocado para representar a Estados Unidos en la Copa Davis. Ese año Estados Unidos se coronó campeón y Ashe ayudó al conseguir una victoria en individuales en la serie contra Venezuela por la final de la zona americana.
En 1965 ganó los cuatro individuales que disputó ante México y Canadá pero su equipo perdió en semifinales ante España.
En 1966 jugó su primer partido de dobles junto a Charlie Pasarell en el que perdió ante los representantes del Caribe/Indias Occidentales.
En 1967 perdería su invicto en individuales al caer en la serie ante Ecuador ante Miguel Olvera y Pancho Guzmán.
En 1968 se convertiría en la pieza fundamental para que Estados Unidos levante la ensaladera de plata. Participó en las 6 series que se jugaron logrando 11 victorias y 1 derrota en individuales. La final fue jugada ante Australia en Adelaida y Estados Unidos se adelantó rápidamente con las victorias de Graebner y Ashe y de la dupla Smith/Lutz para poner el irremontable 3-0 a favor de USA. Con la serie ya definida Ashe perdió su único partido del año en Copa Davis ante Bill Bowrey.
En 1969, EE. UU volvería a levantar el título y esta vez Ashe sólo participó en la serie final en Cleveland ante Rumania en la que consiguió dos victorias ante Ilie Nastase y Ion Tiriac.
En 1970 se volvió a repetir exactamente lo mismo. Arthur participó con dos victorias en la serie final ante los alemanes Wilhelm Bungert y Christian Kuhnke.
Su última participación sería en el año 1978, en el que ayudó a EE. UU a levantar de nuevo la Copa tras derrotar en la final a Gran Bretaña. Ese año Ashe colaboró en las semifinales ante Suecia donde logró el punto decisivo ante Kjell Johansson.
Ashe fue designado capitán del equipo de Copa Davis de los Estados Unidos el 7 de septiembre de 1980, y se desempeñó en ese cargo hasta 1984, logrando los campeonatos de 1981 y 1982.